# Selma von der Heydt

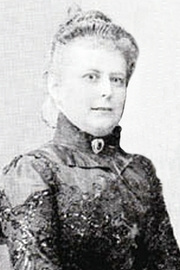
Selma von der Heydt

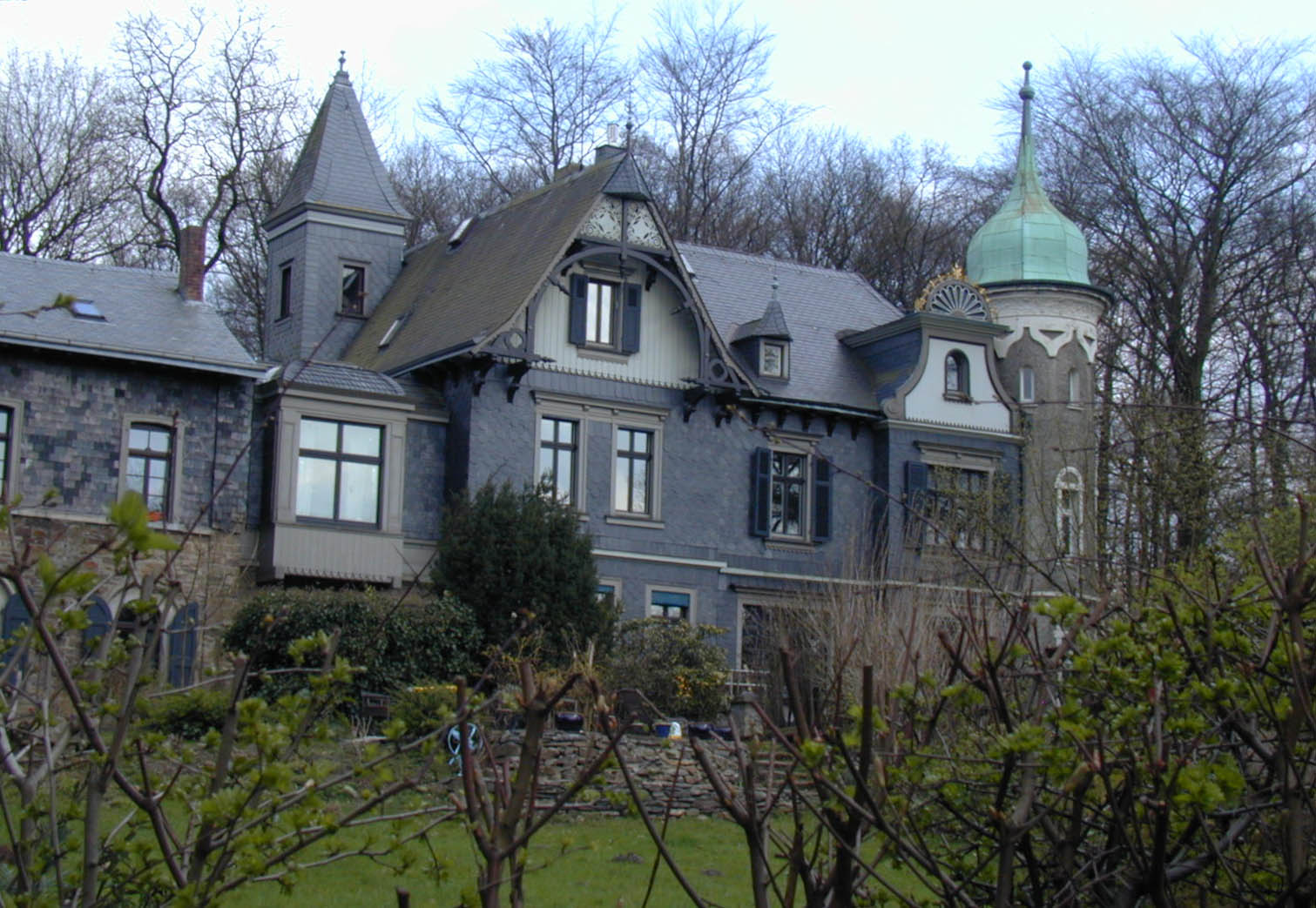
Sommerhaus Von der Heydt

Selma von der Heydt (* 5. August 1862 in Elberfeld als Selma Haarhaus; † 5. August 1944 in Godesberg) war zusammen mit ihrem Ehemann August Freiherr von der Heydt (1851–1929) eine Kunstsammlerin und Mäzenin mit Schwerpunkt Kunst der Moderne.

## Leben
Ihr Vater war der Elberfelder Textilunternehmer Gustav Haarhaus (1831–1911), die Mutter war Ida Auguste geb. Anders (1838–1876). Der Großvater war der Fabrikant Jacob Wilhelm Haarhaus, der neben anderen Ehrenämtern Präsident der Handelskammer von Elberfeld und Barmen war. Sie hatte zwei Schwestern, Ida, genannt Itti, (1861–1954) und Bertha (1863–1875). Mit der Schwester Itti und ihrer Familie einschließlich Schwager Julius Schmits (1855–1916) verband sie eine lebenslange enge freundschaftliche Beziehung.
Im Alter von 18 Jahren heiratete sie am 11. November 1880 den Bankiersohn August von der Heydt. Der Ehe entstammen die beiden Söhne August (1881–1943) und Eduard (1882–1964). Ein dritter Sohn, Robert Bernhard, verstarb kurz nach seiner Geburt im Jahr 1889.
Selma und August von der Heydt engagierten sich wiederholt zum Gemeinwohl der Stadt Elberfeld. Selmas Einsatz ist die Errichtung des ersten deutschen Heine-Denkmals in Küllenhahn zu verdanken, das später von den Nationalsozialisten zerstört wurde. Selma und August verband eine ausgeprägte Leidenschaft für die Kunst der deutschen Expressionisten wie Emil Nolde, Ernst Ludwig Kirchner und Oskar Kokoschka. Über die Jahre bauten sie eine umfangreiche Gemäldesammlung auf, die ein wesentlicher Grundstock des späteren Von der Heydt-Museums in Wuppertal wurde.
Das Ehepaar errichtete in mehreren Ausbaustufen auf der Königshöhe einen großzügigen Sommersitz. Das Gebäude steht heute unter Denkmalschutz. Es wurde von der Familie zu einem Ort der Kunstpflege entwickelt. So weilte auch der Dichter Rainer Maria Rilke als Gast in dem Haus. Selma war zudem Vorsitzende des Richard-Wagner-Verbands. Mit Beginn der Weimarer Republik zur Zeit der Hyperinflation siedelte das Ehepaar nach Godesberg und verkaufte die Sommerresidenz an die Stadt Elberfeld.
Selma engagierte sich ebenfalls im karitativen Bereich. Während des Ersten Weltkrieges setzte sie sich für die Pflege verwundeter Soldaten ein. Sie gehörte dem Vorstand des Roten Kreuzes und des Vaterländischen Frauenvereins an.
Im Jahr 1929 starb ihr Ehemann August. Im Gedenken an ihren Ehegatten schenkte Selma einen Teil ihrer Kunstsammlung dem Museum Von der Heydt in Elberfeld. Sie selbst starb 1944, ein Jahr nach dem Tod ihres Sohns August.
Der Wuppertaler Selmaweg wurde nach ihr benannt.